# ريتشارد أرون
ريتشارد أرون (بالإنجليزية: Richard Ithamar Aaron )‏ (و. 1901 – 1987 م) هو فيلسوف، وفيلسوف نظرية المعرفة ويلزي، توفي في آبريستويث، عن عمر يناهز 86 عاماً، بسبب مرض آلزهايمر.

## التعليم
تعلم في كلية أوريل بجامعة أكسفورد، وجامعة كارديف، وYsgol Gymraeg Ystalyfera Bro Dur ‏.

## جوائز
حصل على جوائز منها:
- جائزة المنافسة العامة [الإنجليزية]‏ (1946)
- قائد الفنون والآداب